# フランシス・ジェントルマン
フランシス・ジェントルマン（Francis Gentleman、1728年10月23日 - 1784年12月21日）は、アイルランドの俳優、劇作家。

## 来歴
ダブリンで誕生して教育を受け、軍隊での勤務を経て1748年に除隊後は俳優になり、その後、劇作家として数々の作品を残した。彼の作品は評価が低かった。1784年12月21日に56歳で死亡した。

## 著作
- Sejanus 1751年
- A Trip to the Moon 1765年
- The Sultan of Love and Fame 1770年
- The Dramatic Censor 1770年
- The Censor 1770年
- Tobacconist 1771年
- The Modish Wife 1773年